# Lindsay Davenport
Lindsay Ann Davenport, ameriška tenisačica, * 8. junij 1976, Palos Verdes, Kalifornija, ZDA.
Lindsay Davenport je nekdanja številka ena na ženski teniški lestvici in zmagovalka treh posamičnih turnirjev za Grand Slam, še štirikrat pa se je uvrstila v finale. Osvojila je Odprto prvenstvo ZDA leta 1998 in Odprto prvenstvo Avstralije leta 2000, obakrat je v finalu premagala Martino Hingis, ter Odprto prvenstvo Anglije leta 1999, ko je v finalu premagala Steffi Graf. Na turnirjih za Odprto prvenstvo Francije se je najdlje prebila leta 2000 do polfinala. Med letoma 1998 in 2006 je bila v osmih obdobjih skupaj 98 tednov vodilna na ženski teniški lestvici, štirikrat tudi ob koncu leta, v letih 1998, 2001, 2004 in 2005. Leta 1996 je osvojila zlato medaljo na olimpijskem turnirju posameznic, ko je v finalu premagala Arantxo Sánchez Vicario, na olimpijskih igrah je nastopila še v letih 2000 in 2008. Leta 2014 je bila sprejeta v Mednarodni teniški hram slavnih.

## Posamični finali Grand Slamov (7)

### Zmage (3)
| Leto | Turnir                      | Nasprotnica v finalu | Rezultat finala |
| 1998 | Odprto prvenstvo ZDA        | Martina Hingis       | 6–3, 7–5        |
| 1999 | Odprto prvenstvo Anglije    | Steffi Graf          | 6–4, 7–5        |
| 2000 | Odprto prvenstvo Avstralije | Martina Hingis       | 6–1, 7–5        |

### Porazi (4)
| Leto | Turnir                      | Nasprotnica v finalu | Rezultat finala  |
| 2000 | Odprto prvenstvo Anglije    | Venus Williams       | 6–3, 7–6         |
| 2000 | Odprto prvenstvo ZDA        | Venus Williams       | 6–4, 7–5         |
| 2005 | Odprto prvenstvo Avstralije | Serena Williams      | 2–6, 6–3, 6–0    |
| 2005 | Odprto prvenstvo Anglije    | Venus Williams       | 4–6, 7–6(4), 9–7 |